# Караколь (Западно-Казахстанская область)
Караколь (каз. Қаракөл) — село в Казталовском районе Западно-Казахстанской области Казахстана. Входит в состав Бостандыкского сельского округа. Находится примерно в 23 км к юго-востоку от села Казталовка. Код КАТО — 274839200.

## Население
В 1999 году население села составляло 391 человек (198 мужчин и 193 женщины). По данным переписи 2009 года, в селе проживало 269 человек (137 мужчин и 132 женщины).